# Macroglossum bombus
Macroglossum bombus är en fjärilsart som beskrevs av Paul Mabille 1880. Macroglossum bombus ingår i släktet Macroglossum och familjen svärmare. Inga underarter finns listade i Catalogue of Life.